# Ján Svorada
Ján Svorada (nacido el 28 de agosto de 1968 en Trenčín) es un exciclista checo de ascendencia eslovaca, profesional de 1991 a 2006. Consiguió 75 victorias durante su carrera deportiva.
Como amateur, fue campeón de Checoslovaquia en contrarreloj por equipos durante los años 1988 a 1990.
Como profesional, Svorada se convirtió en un gran esprínter, con victorias de etapa en las tres Grandes Vueltas.

## Palmarés
| 1990 - Carrera de la Paz, más 3 etapas - 1 etapa del Tour de Eslovaquia - 1 etapa del Gran Premio Guillermo Tell 1992 - 1 etapa del Tour de Romandía - 1 etapa del Gran Premio de Midi libre 1993 - Ganador de la clasificación del Intergiro del Giro de Italia 1994 - Gran Premio de Midi libre - 3 etapas del Giro de Italia - 1 etapa del Tour de Francia - 1 etapa del Tour de Romandía - 1 etapa de la Vuelta a Andalucía 1995 - 1 etapa del Giro de Italia - 1 etapa de la Tirreno-Adriático 1996 - Campeonato de la República Checa en Ruta - 2 etapas de la Tirreno-Adriático - 1 etapa del Tour del Mediterráneo - Estrella de Bessèges - 1 etapa de la Vuelta a Suiza - G.P. de Denain 1997 - 3 etapas de la Vuelta a España - 3 etapas de la Volta a Cataluña - 2 etapas de la Vuelta a Galicia - 1 etapa de la Vuelta a Portugal 1998 - Campeonato de la República Checa en Ruta - 2 etapas de la Vuelta a Portugal - 1 etapa del Tour de Francia - 1 etapa de la Tirreno-Adriático - 1 etapa de los Cuatro días de Dunkerque - Memorial Rik Van Steenbergen - First Union Classic | 1999 - Clásica de Almería - 1 etapa de la Tirreno-Adriático - 1 etapa de la Vuelta a Murcia - 1 etapa de la Semana Lombarda 2000 - 1 etapa de la Tirreno-Adriático - 1 etapa del Giro del Trentino - 1 etapa del Giro de Italia 2001 - 1 etapa del Tour de Francia - 1 etapa del Midi Libre - 1 etapa de los Cuatro días de Dunkerque 2002 - 2 etapas de la Vuelta a Bélgica - 1 etapa de la Vuelta a Murcia - 2 etapas de la Semana Lombarda 2003 - 1 etapa de la Vuelta a Murcia - 1 etapa de la Settimana Coppi e Bartali - 1 etapa de la Vuelta a Rodas 2004 - 1 etapa del Tour de Romandía - 1 etapa del Giro del Trentino 2005 - Campeonato de la República Checa en Ruta - 1 etapa del Regio Tour - 1 etapa de la Vuelta a Baviera |

## Resultados en las grandes vueltas
| Carrera         | 1991  | 1992  | 1993  | 1994 | 1995 | 1996 | 1997  | 1998 | 1999 | 2000  | 2001  | 2002  | 2003 | 2004 | 2005 |
| --------------- | ----- | ----- | ----- | ---- | ---- | ---- | ----- | ---- | ---- | ----- | ----- | ----- | ---- | ---- | ---- |
| Giro de Italia  | 126.º | 122.º | 123.º | Ab.  | Ab.  | -    | Ab.   | -    | Ab.  | 102.º | -     | -     | 89.º | Ab.  | -    |
| Tour de Francia | -     | -     | Ab.   | 103° | Ab.  | Ab.  | -     | Ab.  | Ab.  | -     | 129.º | 131.º | -    | -    | -    |
| Vuelta a España | -     | -     | -     | -    | -    | -    | 120.º | Ab.  | Ab.  | Ab.   | -     | 108.º | Ab.  | -    | -    |
| Mundial en Ruta | Ab.   | -     | 27º   | -    | -    | -    | Ab.   | -    | -    | -     | -     | 11.º  | -    | -    | Ab.  |